# 奥村明敬
奥村 明敬 （おくむら あきよし、天和元年11月22日（1681年12月31日） - 宝永3年3月15日（1706年4月27日））は、加賀藩年寄。加賀八家奥村分家第4代当主。
父は奥村悳輝。母は品川雅直の娘。兄弟は奥村温良、横山貴林、奥村有定。幼名茂松。通称兵部。字は存義。号は誠斎、稽善、憲章。

## 生涯
天和元年（1681年）11月22日、加賀藩年寄奥村悳輝の三男として金沢に生まれる。兄2人が夭折したため父の嫡男となる。悳輝と同じく学問に熱心な人物であった。元禄5年（1692年）、13歳で藩主・前田綱紀に御目見する。元禄11年（1698年）、19歳で父に従い江戸に下向する。宝永2年（1705年）6月13日、父の死去により家督と知行1万7450石を相続し、人持組頭となる。宝永3年（1706年）、病に倒れ3月15日に没する。享年26。法号は明憲章軒慈観居士。藩主綱紀は、明敬病臥の知らせを聞いて病状を問う使者を送り、没したことを知ると喪に服した。家督は実弟温良が相続した。